# Amaiur
Pour les articles homonymes, voir Maya et Amaiur (coalition politique).
Amaiur en basque ou Maya ou Maya de Baztán en espagnol est un village situé dans la commune de Baztan dans la Communauté forale de Navarre, en Espagne. Le village n'est pas doté du statut de concejo mais dispose d'une certaine autonomie et d'un maire délégué.
Amaiur est situé dans la zone linguistique bascophone de Navarre. En 2011, 74.9% de la population de Baztan ayant 16 ans et plus avait le basque comme langue maternelle.
C'est un lieu symbolique pour les Basques. Place de la dernière bataille, entre le 15 et le 22 juillet 1522, qui témoigne de la défaite des 200 derniers Navarrais combattant la conquête castillane, face à 10 000 hommes.

## Présentation

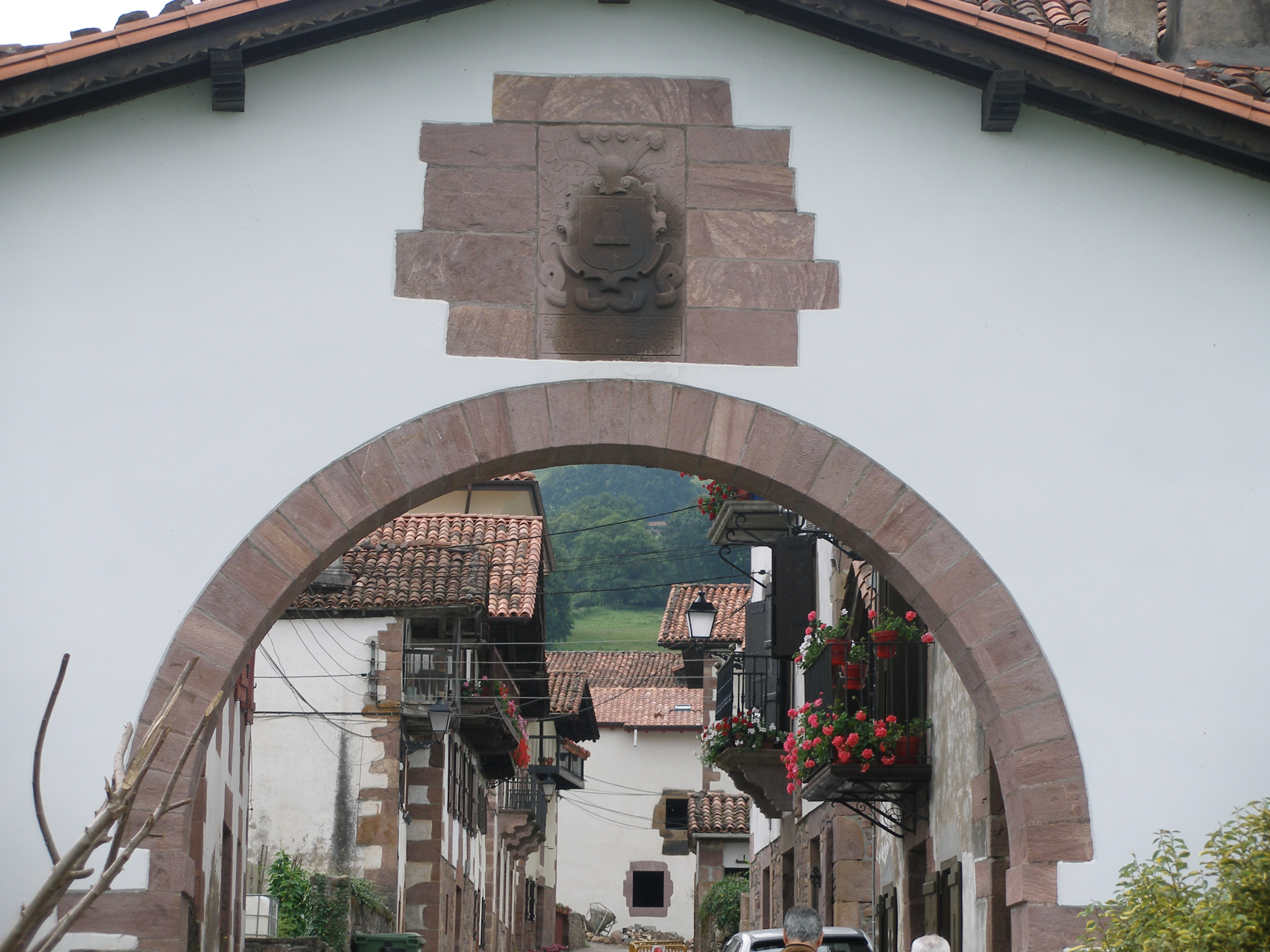
Entrée du village

Amaiur est situé dans la vallée de Baztan, à 65 km de Pampelune, la capitale de la province.
Son nom apparaît déjà au XIIe siècle sous le nom de « Amaiur », comme une des possessions ou territoires nobiliaires du royaume de Navarre. Elle est élevée au rang de "ville" (avec sa mairie et son conseil municipal) en 1665 lorsqu'elle se sépare du Baztan jusqu'à sa réunification en 1969.
Au sommet de la montagne Gaztelu se situait le château d'Amaiur dans lequel se produisirent les dernières résistances des Navarrais contre la conquête castillane de la Navarre. Sur le site du château un monolithe a été érigé en souvenir de ces combats. En juillet 2007, on inaugura dans le hameau, au pied de la colline, le monument de la résistance inconnue, sous les auspices de la municipalité de la vallée.
Amaiur est aussi le nom d'un parti politique, né en 2011, qui pose sa candidature au Pays Basque et Navarre. Maintenant, il compte avec sept députés au parlement espagnol ("Congreso de los Diputados") et trois au sénat ("Senado").

### Article connexe

Vue panoramique de la localité d'Amaiur depuis le mont où sont situées les ruines du château.